# سعيد بن إياس الجريري
سعيد بن إياس الجريري، أبو مسعود البصري، تابعي وأحد رواة الحديث النبوي.

## نسبه
وهو سعيد بن إياس الجُريريّ، والجريري نسبة إلى جرير بن عباد بن ضبيعة بن قيس بن ثعلبة بن عكابة بن صعب بن علي بن بكر بن وائل بن قاسط بن هِنب بن أفصى بن دُعمي بن جديلة بن أسد بن ربيعة بن نزار بن معد بن عدنان.

## روايته للحديث
روى عن: ثمامة بن حزن القشيري، وجبر بن حبيب، والحسن البصري، وحكيم بن معاوية بن حيدة القشيري، وحيان بن عمير القيسي، وأبي حسان خالد بن غلاق، وأبي حاجب سوادة بن عاصم العنزي، وسيف أبي عائذ السعدي، وأبي السليل ضريب بن نقير، وأبي تميمة طريف بن مجالد، وأبي الطفيل عامر بن واثلة، وعبد الله بن بريدة، وعبد الله بن شقيق، وعبد الرحمن بن أَبي بكرة، وأبي عثمان عبد الرحمن بن مل النهدي، وأبي نعامة قيس بن عباية الحنفي، ومضارب بن حزن، وأبي نضرة المنذر بن مالك بن قطعة العبدي، وأبي العلاء يزيد بن عبد الله بن الشخير، وأبي عبد الله الجسري، وأبي عبد الله الجشمي، وأبي الورد بن ثمامة بن حزن القشيري.
روى عنه: إسماعيل بن علية، وبشر بن المفضل، وبشر بن منصور السليمي، وجعفر بن سليمان الضبعي، وأبو قدامة الحارث بن عبيد الإيادي، وأبو أسامة حماد بن أسامة، وحماد بن زيد، وحماد بن سلمة، وخالد بن عبد الله الواسطي، والربيع بن بدر المعروف بعليلة، وسالم بن نوح، وسفيان الثوري، وسليمان بن المغيرة، وشداد بن سعيد أبو طلحة الراسبي، وشعبة بن الحجاج، وصالح المري، وعباد بن العوام، وعبد الله بن المبارك، وعبد الله بن المختار، وعبد الأعلى بن عبد الأعلى، وعبد الحميد بن الحسن الهلالي، وعبد الرحمن بن مرزوق الشامي، وعبد الواحد بن زياد، وعبد الوارث بن سعيد، وعبد الوهاب بن عبد المجيد الثقفي، وعبد الوهاب بن عطاء الخفاف، وعون بن عمرو أخو رياح ابن عمرو القيسي - ولقبه عوين، وعيسى بن يونس، وغسان بن عوف البصري، والقاسم بن مالك المزني، ومحمد بن دينار، ومحمد بن عبد الله الأنصاري، ومعمر بن راشد، وهلال بن حق، ووهيب بن خالد، ويحيى بن أَبي الحجاج الأهتمي، ويزيد بن زريع، ويزيد بن هارون.

## آراء العلماء حوله
- قال أحمد بن حنبل: الجريري محدث أهل البصرة.
- وقال يحيى بن معين: ثقة.
- وقال أبو حاتم الرازي: تغير حفظه قبل موته، فمن أخذ عنه قديما فهو صالح، وهو حسن الحديث.[7]
- ذكره ابن حبان في كتابه الثقات.[8]
- وقال النسائي: ثقة، أنكر أيام الطاعون.
- وقال العجلي: بصري ثقة، واختلط بآخره.[9]
- وقال ابن سعد في طبقاته: وكان ثقة، إلا أنه اختلط في آخر عمره.[10]